# Fluorescencia de rayos X por energía dispersiva

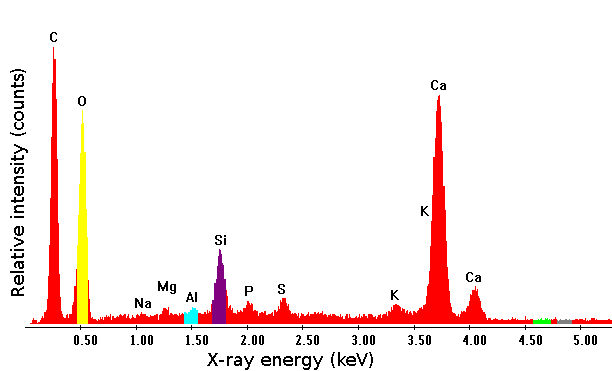
Fluorescencia de rayos X por energía dispersiva.

La fluorescencia de rayos X por energía dispersiva (EDXRF) es una técnica de muestreo versátil, rápida y no destructiva (en algunos casos en los que la penetración de los rayos X no fuera suficiente se requerirían cortes o pulidos, dependiendo también de la uniformidad de la muestra) relativamente nueva, que reconoce un gran número de elementos químicos (no compuestos químicos) y presenta los resultados en tiempo real,  permitiendo decidir la necesidad de muestreo adicional ante resultados analíticos no concluyentes. Logra alcanzar unos límites de detección de hasta 0.002% (20 ppm).

## Principios físicos
La técnica EDXRF utiliza la emisión secundaria o fluorescente de radiación X que se genera al excitar una muestra con una fuente emisora de rayos X. La radiación X incidente o primaria expulsa electrones de capas interiores del átomo. Entonces, los electrones de capas más externas ocupan los lugares vacantes, y el exceso energético resultante de esta transición se disipa en forma de fotones: la llamada radiación X fluorescente o secundaria. Esta radiación de fluorescencia es característica para cada elemento químico. Por lo tanto, es posible identificar un elemento dentro del espectro de la muestra si se conoce la energía entre los orbitales atómicos implicados (longitud de onda). La concentración de cada elemento se detecta midiendo la intensidad de la energía asociada a cada transición de electrones. Es decir, la salida de un análisis EDXRF es un espectro que muestra la intensidad de radiación en función de la energía.

## Tipos de EDXRF
Existen dos tipos de ED-XRF. El equipo de mano es rápido y fácil de usar, sin embargo no resulta tan preciso como las máquinas de banco. Ambos tipos presentan una serie de limitaciones que deben ser comprendidas claramente por el analista. Asimismo, requieren seguir un procedimiento apropiado, esencial si se quieren evitar serios errores.